# سابا فيهير
سابا فيهير (بالمجرية: Fehér Csaba)‏ هو لاعب كرة قدم مجري، ولد في 2 سبتمبر 1975 في سكسارد في المجر. شارك مع منتخب المجر تحت 21 سنة لكرة القدم ومنتخب المجر لكرة القدم. أما مع النوادي، فقد لعب مع فيربرويديرينغ غيل وفيلم تو تيلبورغ ونادي آيندهوفن ونادي أويبست ونادي بودابست وناك بريدا.

## وصلات خارجية
- سابا فيهير على موقع الاتحاد الدولي (مؤرشف)  (الإنجليزية)
- سابا فيهير على موقع قاعدة بيانات كرة القدم.إي يو (الإنجليزية)
- سابا فيهير على موقع ناشيونال فوتبول تيمز (الإنجليزية)
- سابا فيهير على موقع Soccerbase.com (لاعب) (الإنجليزية)
- سابا فيهير على موقع Soccerway.com (الإنجليزية)